# Стокхолмски музей на музиката
Стокхолмският музей на музиката е основан през 1899 г. (тогава наричан Музикално-исторически музей), вдъхновен от изложба на театрални и музикални изкуства, която е била част от голямата Стокхолмска художествено-промишлена изложба през 1897 г.
С помощта на дарения са събрани около 200 музикални инструменти и определено количество архивни материали, свързани с историята на музиката и театъра. Новият музей е открит за широката публика през 1901 година. През 1932 г. музеят, под формата на опека, се свързва с Шведската Кралска академия на музиката и получава държавно дарение. С времето, държавата все повече се ангажира с музея, който през 1981 г. става част от новия обществен орган – шведската национална колекция от музика. В същото време музеят е преименуван на Стокхолмски музей на музиката (Musikmuseet), тъй като дейността му е разширена и е променил своята роля. Настоящата му колекция включва в себе си около 5500 инструменти с акцент върху западна музика и скандинавските фолклорни музикални инструменти.
От 1979 г. Стокхолмсият музей на музиката се намира в бивша кралска пекарна в близост до Кралски драматичен театър в центъра на Стокхолм, като в същия квартал се намират и съдебните конюшни. Кралската пекарна датира от 17 век и е най-старата индустриална сграда в Стокхолм.
Тази сграда има дълга и богата история и през вековете е изпълнявала редица функции: пекарна, склад на оръжия, магазин за спиртни напитки. Почти през цялото време – от 1640-те 1958 г. – това е пекарна на Въоръжените сили в Стокхолм. Можела да се похвали с подвижни печки, използвани по време на полеви учения. През 1945 г. сградата е била повредена от голям пожар, унищожил горните етажи в северната част, където се намирала концертната зала.
Голяма част от музейната колекция на музикални инструменти може да се види на сайта на самия музей, а от 2010 г. е достъпна и на портала за култура на европейския съюз: www.europeana.eu.